# جامع قيدان
الجامع قيدان هو مسجد تاريخي في قرية بني الطيار بمديرية الرجم بمحافظة المحويت بناه بازل بن الليث من بازل سنة 211 هجرية.

## التصميم
المسجد مكعب الشكل استخدمت الحجارة في بناء المسجد، واستخدم خشب الساج في سقف الجامع، وزين المسجد بنقوش والزخارف الإسلامية الملونة والآيات القرآنية المكتوبة بالخط الكوفي وخط الثلث، وزين سقف المسجد بالمصندقات الخشبية.